# Brachycarpaea
Brachycarpaea é um género botânico pertencente à família Brassicaceae.

## Espécies
- Brachycarpaea capensis
- Brachycarpaea flava
- Brachycarpaea juncea
- Brachycarpaea laxa
- Brachycarpaea linifolia
- Brachycarpaea polygaloides
- Brachycarpaea varians